# 限制 (邏輯)
限制是约翰·麦卡锡建立的非单调逻辑，它假定除非特殊指定否则事物同预期的一样。麦卡锡后来使用限制来尝试解决框架问题。在它最初的一阶逻辑公式中，限制最小化了某些谓词的外延，这里的谓词的外延是谓词在其上为真的变量元组的集合。这种最小化类似于把不知道为真的假定为假的封闭世界假定。